# Wim Thoelke
Wim Thoelke, geboren als Georg Heinrich Wilhelm Thölke (Mülheim an der Ruhr, 9 mei 1927 - Niedernhausen, 26 november 1995), was een Duitse presentator en showmaster.

## Carrière
Wim Thoelke deed zijn eindexamen aan het Mercator-gymnasium in Duisburg en startte in 1948 een rechtenstudie aan de Universiteit van Keulen. In 1951 maakte hij een proefschrift over het thema juridische, vooral copyrightproblemen van de televisie. Daarna was hij zeven jaar lang bedrijfsleider van de Deutscher Handballbund in Dortmund. In deze functie had hij tijdens een scheidsrechterscongres in Karlsruhe zijn cassetterecorder bij zich om een protocol te dicteren, waarop de sportleider van de SDR hem vroeg om ook een bericht voor zijn zender aan te maken. De volgende dag werd dit 10 minuten durende bericht door het uitvallen van alle voetbalwedstrijden wegens slechte weersomstandigheden uitgezonden door alle radiostations. Een maand later werd hij aangesproken door de WDR om het commentaar te verzorgen bij een zaaltoernooi in de Dortmundse Westfalenhalle en aansluitend door de NDR voor zijn medewerking aan een interland in Praag. In 1959 verhuisde Thoelke naar Stuttgart als vermogensbeheerder voor een klant. Daarnaast werkte hij als freelance-reporter voor de SDR tussendoor voor de tv. Vervolgens werd hij industrieel leider bij de Bavaria Filmgesellschaft.
Op het einde van 1962 kreeg hij een aanbod van de pas opgerichte tv-zender ZDF voor de positie van leider van de sportredactie. Ook was hij in 1963 te zien als nieuwslezer in de heute-uitzendingen. De uitzending Aktuelles Sportstudio werd een van de succesvolste uitzendingen bij het ZDF, die samen door Thoelke, Rainer Günzler en Dieter Kürten 115 maal werd gepresenteerd tot 1970.
Na het einde van de shows van Peter Frankenfeld en Lou van Burg ontstond een leegte in het genre van de amusementsprogramma's. Thoelke werd daarom gevraagd om een nieuwe show te presenteren. Als eerste show kwam Drei mal Neun, met daaropvolgend Der große Preis, die garant stonden voor enorme donaties voor de Aktion Sorgenkind. In zijn uitzendingen presenteerden zich ook enkele animatiefiguurtjes, getekend door Loriot. Een van deze figuurtjes, de hond Wum, meldde zich steeds met een langgerekt Thööööööölke. Later kwam daar nog het olifantje Wendelin en der Blaue Klaus bij, een buitenaards wezentje in een ruimteschip. Op 10 december 1992 presenteerde Thoelke voor de laatste keer Der große Preis. Een wassen beeld van Wim Thoelke staat sinds mei 2013 in het Panoptikum Mannheim.

## Hobby's
Sinds hij bij de handbalbond werkte, heeft Wim Thoelke diverse bijbaantjes gehad, met een bijzondere interesse voor vliegtuigen. De luchtvaartactiviteiten begonnen bij een ondernemer in Dortmund, die vluchten aanbood naar de Noordzee-eilanden, en breidden zich twee keer uit tot de oprichting van een luchtvaartmaatschappij. Een voorbeeld van zo'n geval was de Montana: Thoelke kende een grote vliegbrevethouder in Oostenrijk wiens licentie op het punt stond te verlopen. Hij wist financiers te vinden, een Boeing 707 te kopen en daadwerkelijk een reguliere vlucht met passagiers op te zetten.
Ook in de handel met bovenkleding was hij actief. Reeds in de jaren 1950 reisde hij naar Parijs om te spreken met couturiers. Met toenemende bekendheid vertegenwoordigde hij zijn firma's op beurzen en bij onderhandelingen.
Ook auto's speelden een rol in zijn leven. In de jaren 1960 kocht hij een 16.000 DM dure Ginetta-sportwagen, waarin hij een verbeterde DKW-motor van Mantzel plaatste. Over deze auto werd in de Stern geschreven, waarna zich talrijke geïnteresseerden melden. Na deelname van het voertuig aan het 1000 km-rennen op de Nürburgring raakte het project in de vergeethoek en werd ten slotte stopgezet. In de jaren 1970 zag hij goede kansen voor de nieuw op de markt gebrachte Mitsubishi-modellen en stichtte een Mitsubishi-vestiging in Frankfurt am Main.

## Privéleven en overlijden
Wim Thoelke was gehuwd en had twee kinderen. Hij overleed op 26 november 1995 in de leeftijd van 68 jaar in zijn huis in Wiesbaden aan de gevolgen van een langjarige hartkwaal. Hij werd bijgezet op het kerkhof in zijn geboortestad Niedernhausen-Engenhahn.

## Onderscheidingen
- 1966: Goldene Kamera in de categorie Teamkamera voor Das aktuelle Sport-Studio
- 1970: Bambi
- 1975: Goldene Kamera in de categorie Beste spelshow-presentator voor Drei mal Neun en Der große Preis (3e plaats HÖR ZU lezerkeuze)